# Prozessionsaltar (Riedenberg, Sinntalstraße 39)

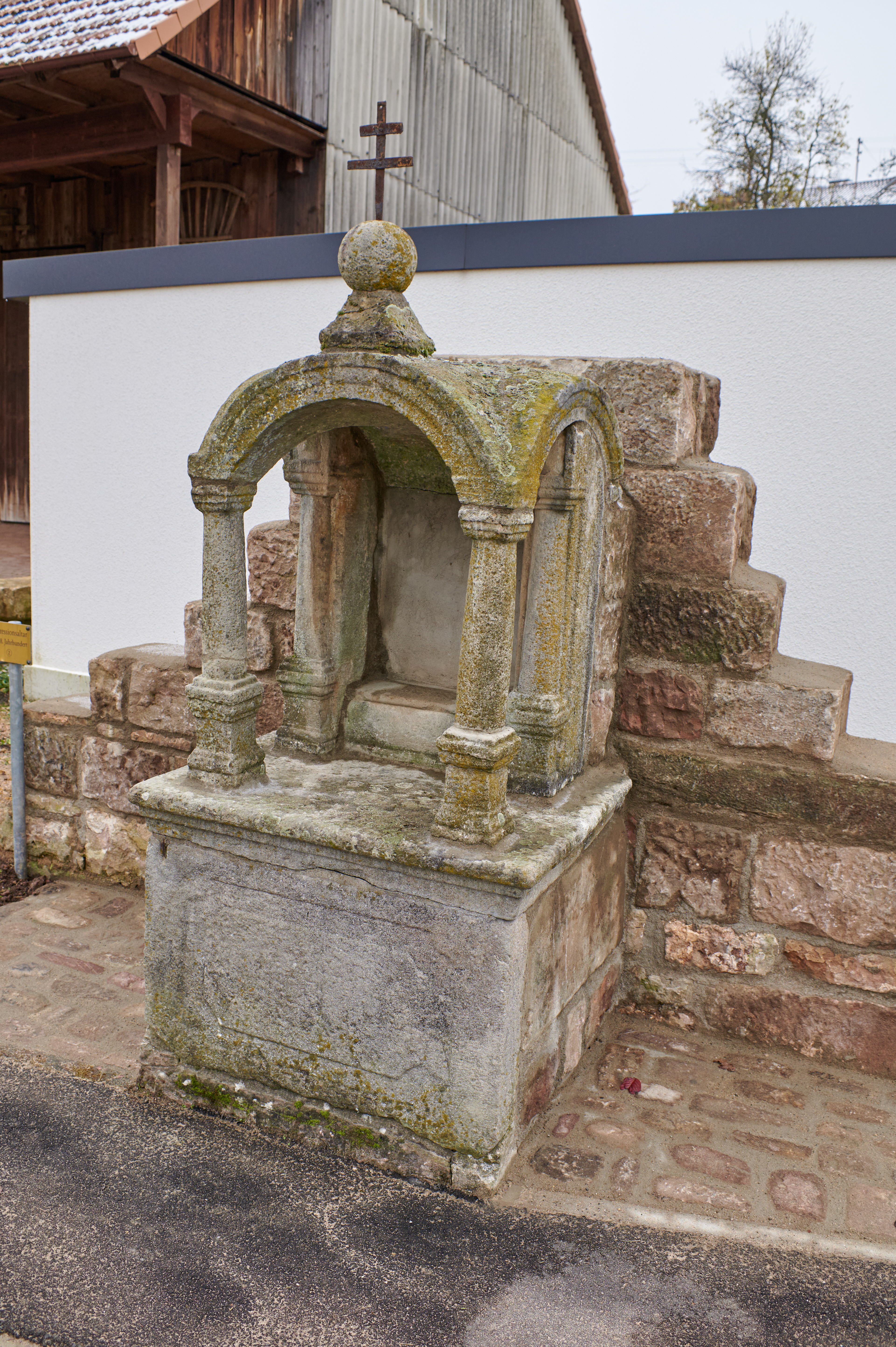
Prozessionsaltar in Riedenberg, Sinntalstraße 39

Der Prozessionsaltar in der Sinntalstraße 39 befindet sich in Riedenberg, einer Gemeinde im unterfränkischen Landkreis Bad Kissingen in Bayern in der Sinntalstraße 39 neben dem Kreuz von 1839.
Er gehört zu den Baudenkmälern in Riedenberg und ist unter der Nummer D-6-72-145-11 in der Bayerischen Denkmalliste registriert.

## Beschreibung
Der Prozessionsaltar besteht aus Sandstein und entstand im 17. oder im 18. Jahrhundert.
Der Altar besteht aus einem wuchtigem, rechteckigen Sockelstein mit Simsplatte und Nischenaufsatz, einem Säulchen mit Rechtecksockel und Stufenkapitell. Darüber befindet sich ein Baldachindach mit Kugel und einem Patriarchenkreuz aus Metall.